# Aerojet Rocketdyne
Aerojet Rocketdyne (afgekort AR) is een Amerikaans bedrijf dat is ontstaan nadat in 2013 Pratt & Whitney Rocketdyne fuseerde met Aerojet. Aerojet Rocketdyne ontwikkelt en bouwt raketmotoren en besturingssystemen voor draagraketten, tactische raketten en ruimtevaartuigen voor derden. 
Het bedrijf is sinds 2023 eigendom van L3Harris waarvan de aandelen staan genoteerd aan de New York Stock Exchange. 
Voor de overname door L3Harris was het bedrijf in handen van Aerojet Rocketdyne Holding, Inc. Voor de fusie van 2013 heette dat bedrijf GenCorp en was het al eigenaar van Aerojet. Aerojet Rocketdyne Holding, Inc had ook nog een zeer bescheiden vastgoed portefeuille en Aerojet Rocketdyne was daarmee veruit de belangrijkste activiteit.

## Producten en toepassingen
RS-25AR paste de RS-25 spaceshuttle-hoofdmotoren aan voor hergebruik in het Space Launch System (SLS) en ontwikkelt een nieuwe simpeler versie voor enkelvoudig gebruik van de RS-25 voor als de oude motoren op zijn.
RS-68De RS-68 van AR is de hoofdmotor van de ULA's Delta IV.
RL10De RL10 is een raketmotor die in de jaren 1960 is ontwikkeld voor upperstages (bovenste raket trappen) en die nu nog in gemoderniseerde variant op de Delta IV, het SLS en Centaur van de Atlas V wordt gebruikt. Van RL10 worden ook vier stuks op de in ontwikkeling zijnde Exploration Upperstage van het SLS gebruikt. Ook voor United Launch Alliance toekomstige upperstage ACES die de Centaur zal opvolgen is de RL10 de meest waarschijnlijke van de twee kandidaten. De RL10 staat bekend om zijn zeer effectieve brandstofverbruik/stuwkracht verhouding.
AJ10Een hypergolische drukgevoede motor waarvan een aantal varianten bestaan. Deze waren onder meer terug te vinden als hoofdmotor van de Apollo CSM in de Delta-K trap van de Delta II (AJ10-118k), de Transtage van de Titan III (twee stuks AJ10-138)en de Spaceshuttle (twee stuks AJ10-190 voor het Orbital manoevering system). De AJ10 van de Spaceshuttles worden hergebruikt als hoofdmotor van de European Service Module van de Orion-capsule.
AJ-26De AJ-26 is een door Aerojet aangepaste Russische NK-33 die was overgebleven van geannuleerde Sovjet-Maanraket de N1 die tot 2014 werd gebruikt als hoofdmotor van de Antares 100 serie.
AJ-60ADe AJ-60A is een vastebrandstof-raketmotor waarvan er optioneel tot vijf stuks voor extra kracht aan de Atlas V worden toegevoegd.
AR1De AR1 is de eerste raketmotor die sinds de fusie wordt ontwikkeld. Dit was een van de twee beoogde hoofdmotoren voor ULA's nieuwe Vulcan. Hoewel ULA voor de BE-4 van Blue Origin heeft gekozen heeft het de ontwikkeling van de AR1 volledig gefinancierd om zo een back-up te hebben. Aerojet Rocketdyne heeft in 2019 aangegeven de AR-1 voor een medium-klasse draagraket (vergelijkbaar met de Delta II en Antares) te willen aanbieden. In oktober 2019 meldde AR en Firefly Aerospace een samenwerking aan te gaan en mogelijk de AR1 als hoofdmotor voor de Firefly Beta te gaan gebruiken.
RS-88De RS-88 door Boeing in viertallen voor het ontsnappingssysteem van de Starliner gebruikt. Deze werken op ethanol en vloeibare zuurstof. De motor werd oorspronkelijk in de jaren 1990 door Rocketdyne ontwikkeld in het kader van NASA’s Bantam-project.
J-2XDe J-2X werd ontwikkeld voor NASA's in 2010 geannuleerde Ares I en Ares V. De ontwikkeling ging daarna door omdat de J-2X was voorgesteld voor SLS' Exploration Upperstage. Hoewel de ontwikkeling van J-2X in 2014 gereed kwam koos NASA voor de aloude RL10 voor de Exploration Uppestage.
F-1AR heeft ook het ontwerp van de Rocketdyne F-1 in zijn bezit. Dit is de grootste vloeibarebrandstof-raketmotor ooit waarvan er vijf in de Saturnus V zaten. Sinds 2013 zijn er een aantal tests met een oude F-1 geweest. Op deze manier wilde de huidige generatie rakettechnici meer leren over deze motor. Een nog te ontwikkelen moderne variant de F-1B werd voorgesteld om op de side-boosters van de SLS Block II te zitten.
3D-printserviceAerojet Rocketdyne vervaardigd de 3D-geprinte powerhead van de Reaver, de door Firefly Aerospace ontwikkelde hoofdmotoren van de Firefly Alpha.

## Overnames

### Mislukte overname United Launch Alliance
In september 2015 probeerde AR tevergeefs om een meerderheidsbelang in zijn belangrijkste klant United Launch Alliance (ULA) in handen te krijgen door US$ 2 miljard te bieden op de ULA-aandelen waarvan Boeing en Lockheed Martin beiden 50% in handen hebben. Hiermee wilde AR voorkomen dat ULA voor de nieuwe Vulcan zou kiezen voor motoren van concurrenten Blue Origin (BE4-hoofdmotoren) en Orbital ATK (GEM 63XL extra vaste brandstofmotoren) in plaats van de AR1 en de AJ-60A van AR. Nog voor het bod officieel was afgewezen ging ULA contracten met Blue Origin en Orbital ATK (nu Northrop Grumman) aan.

### Poging overname door Lockheed Martin
Op 20 december 2020 kondigde Lockheed Martin de overname aan van AR voor een bedrag van US$ 4,4 miljard inclusief schuld en cash. AR telt zo'n 5000 medewerkers en behaalde in 2019 een omzet van US$ 2 miljard. Begin 2022 sprak de Federal Trade Commission zich uit tegen de overname omdat het Lockheed Martin een machtspositie zou opleveren die het bedrijf kan gebruiken om de concurrentie te saboteren.

### Overname door L3Harris
Op 18 december 2022 kondigden L3Harris Technologies en AR de voorgenomen fusie van beide bedrijven aan. L3Harris betaalt US$ 4,7 miljard voor Aerojet Rocketdyne. Op 28 juli 2023 was de overname een feit. De naam Aerojet Rocketdyne blijft in gebruik. Voluit heet het bedrijf sindsdien Aerojet Rocketdyne, an L3Harris Technologies company. Het behoud van de naam heeft te maken met de twee sterke merknamen Aerojet en Rocketdyne die een lange geschiedenis als betrouwbare leveranciers voor de defensie-, lucht- en ruimtevaartindustrie hebben.